# Edammersluis
De Edammersluis, ook wel Zeesluis Edam, is een monumentale waterkering tussen het Oortgat en het Markermeer in de Noord-Hollandse plaats Edam.

## Geschiedenis
De Edammersluis werd in de jaren 1828 en 1829 gebouwd ter vervanging van de Sassluis. De sluis dient als schutsluis en zorgt voor de verbinding tussen de haven van Edam en de toenmalige Zuiderzee, nu het Markermeer. Bij het complex behoren ook de sluiswachterswoning met schuur en wachthuisje. Een gedenksteen in de deurkas van een van de sluisdeuren herinnert aan de bouw van de sluis in opdracht van het Hoogheemraadschap van Uitwaterende Sluizen. De sluiswachterswoning is een blokvormig herenhuis en staat aan de noordzijde van de sluis aan de dijk.

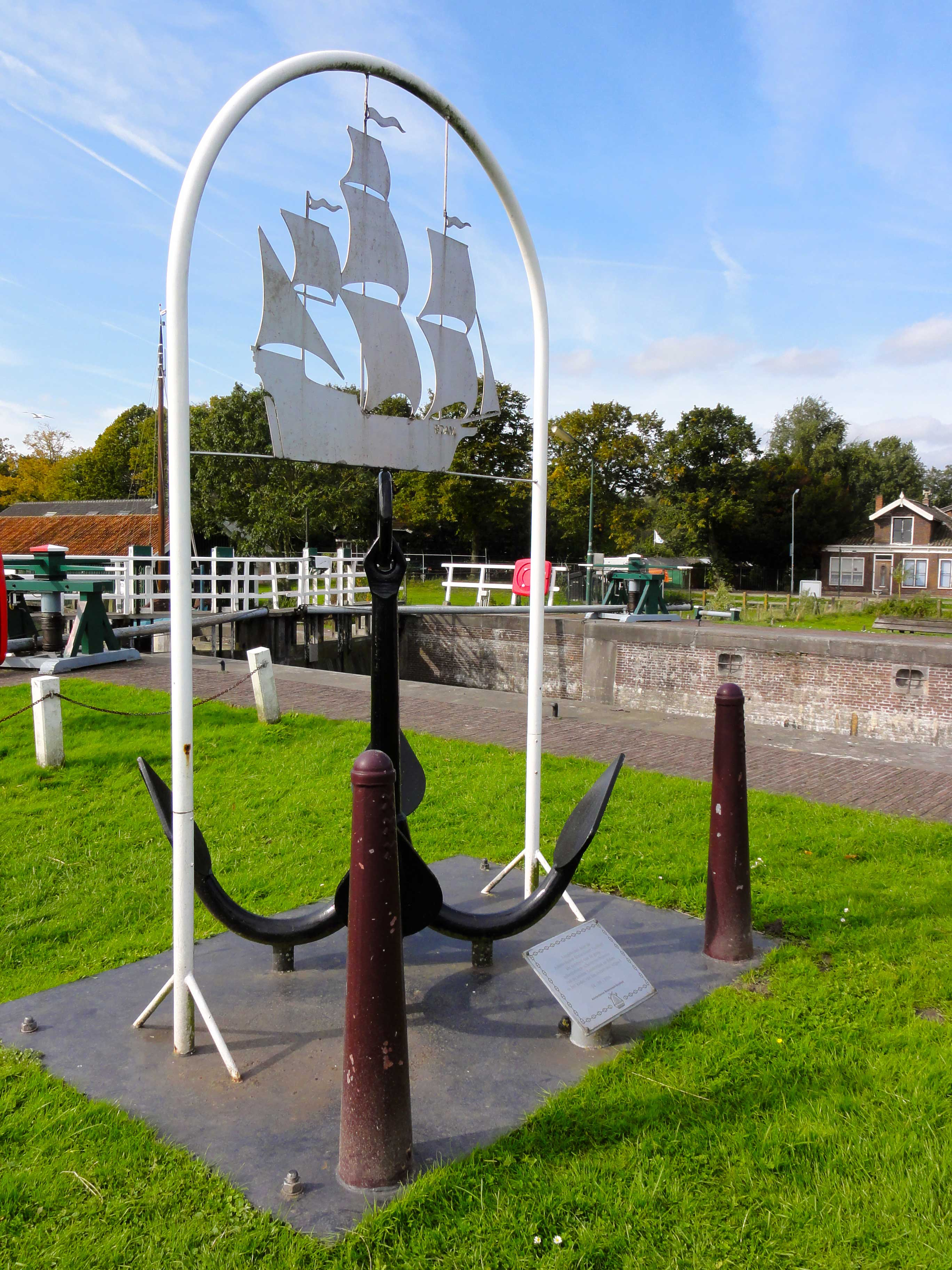
Gedenkteken bij de sluis

Het sluiscomplex is erkend als een provinciaal monument vanwege de architectuurhistorische, de cultuurhistorisch en de stedenbouwkundige waarde. Voor de erkenning als provinciaal monument waren onder meer de gaafheid waarin het complex verkeert en de zeldzaamheid van dit type zeeschutsluis - een dubbelkerende sluis met stormdeuren en bijbehorende sluiswachterswoning - van belang. Ook de relatie tot de andere waterstaatkundige projecten, die op initiatief van de toenmalige koning Willem I tot stand werden gebracht, speelde een rol bij deze toewijzing. Het wachthuisje is van een latere datum en valt niet onder de beschermde status.
Bij de sluis werd in 1996 een gedenkteken geplaatst. Het kunstwerk werd aangeboden door de Amsterdamse Binnenvaart Sociëteit als een herinnering aan de geschiedenis van de scheepsbouw en van de binnenvaart in relatie tot de steden Amsterdam en Edam. Het werd geplaatst bij de Edammersluis als symbool van deze tak van nijverheid in het kader van het industriële erfgoed.
In de winter van 2015 op 2016 is de sluis geheel gerenoveerd.
In het najaar van 2023 zijn beide sets sluisdeuren vervangen.